# Хистерия
Хистерия (от гръцки: ὑστέρα, hystera – матка) е историческото наименование на вид невроза, изразяваща се соматично. Хистеричните кризи се състоят в бурни конвулсии, парализа, загуба на зрението или речта и така нататък не почиват на никаква органична основа (например субектът казва, че не може вече да ходи, но рефлексите му са запазени); от друга страна, те почти винаги настъпват в присъствието на много хора. Дълго време неразбирани (в Средните векове ги приписвали на обсебеност от бесове, в XIX век – на сексуална разюзданост), те били грижливо описани от Жан Шарко, а после обяснени от Зигмунд Фройд.
Хистерията е експресивна невроза. Кризите са натоварени с определено значение. Тя е израз на конфликти, които се дължат на отчаяната нужда или усилие за разделяне с определен обект и в същото време отчаяната нужда и опит за (отново) заедност, тъй като е налице интернализация на обекта и дори в някои случаи идентификация с този отхвърлен обект, като любовните отношения са често хистерични (Фейърбърн, 1952); хистерията е екстернализация на приет обект и интернализация на отхвърлен обект. Фейърбърн определя хистерията като защитен механизъм.
Кризите имат стойността на език: една 21-годишна девойка, лекувана от Бройер и Фройд през 1882 г., не можела вече да пие от чаша; анализът разкрил, че това поведение е несъзнаван протест срещу постъпката на предишна гувернантка, която давала на кучето си да пие от чаша. Хистеричните са емотивни и чувствителни индивиди, с буйно въображение, внушаеми, пластични, искащи винаги да се харесват. Несмеейки да утвърдят личността си, те вечно играят ролята, която са си избрали. Те изтласкват в несъзнаваното своите забранени афекти и последните намират израз като се преобразуват (чрез конверсия) в телесни симптоми. Хистеричните не са симуланти, а невротици, които се лекуват ефикасно с психоанализа.

## Видове хистерия
- Конверсионна хистерия.
- Страхова хистерия (Фройд) – при която преобладават фобийните симптоми и тревожността, но липсват телесните прояви на конверсията.
- Травматична хистерия (Шарко) – Настъпва в резултат на някакво травматиращо събитие.
- Колективна хистерия – Прилича на малка епидемия, хората се държат буквално без задръжки.